# Ultra Vixens
Pour plus de détails, voir Fiche technique et Distribution.
Ultra Vixens (Beneath the Valley of the Ultra-Vixens) est un film américain réalisé par Russ Meyer et sorti en 1979.

## Synopsis
Small Town, petite ville de l'ouest des États-Unis, un narrateur nous raconte la vie des habitants qui se livrent tous aux plaisirs charnels. Il y a sœur Effola Rupp, une bonne-sœur aux formes impressionnantes. Junky Yard Sal, qui couche avec ses employés, et enfin le couple Lamar et Lavonia.
Lavonia ne supporte plus le fait que son mari ne veuille pratiquer que la sodomie et se console avec Peterbuilt l'éboueur. Après avoir plongé dans le bain de jouvence, Lamar revient dans le droit chemin et tout revient dans l'ordre.

## Distribution
- Kitten Natividad : Lavonia / Lola Langusta
- Ann Marie : Eufaula Roop
- Ken Kerr : Lamar Shedd
- June Mack : Junkyard Sal
- Pat Wright : Peterbuilt
- Henry Rowland : Martin Bormann
- Robert Pearson : Asa Lavender
- Michael Finn : Semper Fidelis
- Sharon Hill Ceccatti : Flovilla Thatch
- Don Scarbrough : Beau Badger
- Aram Katcher : Tyrone
- De Forest Covan : Zebulon
- Steve Tracy : Rhett
- Uschi Digard : SuperSoul
- Mary Gavin : The Very Big Blonde

## Commentaires
- Le narrateur tient le même rôle que dans SuperVixens
- Le personnage d'Effola Rupp a inspiré celui de la femme extraterrestre dans Mars Attacks!